# 极权民主
极权民主（英語：totalitarian democracy），由雅各布·托曼提出，是一種政體的型態。在這種政體下，人民被允許擁有投票權，可以投票選出民意代表，但是在政府的決策過程中，完全不允許，或是只在最低限度下允許公民的參與。這是一种假扮民主的绝对专制形态，其基础是领袖或执政集团声称拥有意识形态的全部解释权。这类政权证明其民主的依据是宣称领袖或执政集团——并且是领袖或执政集团自己——能够代表人民的真正利益，这就意味着“真正”的民主可以等同于绝对专制。

## 歷史
雅各布·托曼在1952年的著作中，通過對讓-雅克·盧梭的回顧，提出極權民主的說法。